# ماري ماكلاني
ماري ماكلاني (بالإنجليزية: Mary MacLane)‏ (1 مايو 1881 – 6 أغسطس 1929) كانت كاتبة كندية، وعرفت كتابتها بكونها مثيرة للجدل، ساعدت مذكراتها الصريحة في تسهيل أسلوب كتابة السيرة الذاتية الطائفية وكانت تلقب بأسم «سيدة التل البرية» (the Butte Bashkirtseff).
حصلت ماكلاني على شعبية كبيرة جداً في وقتها،  حيث تفاعل معها الجماهير مع أول كتاب لها ليكون الأكثر مبيعاً.

## كتابتها

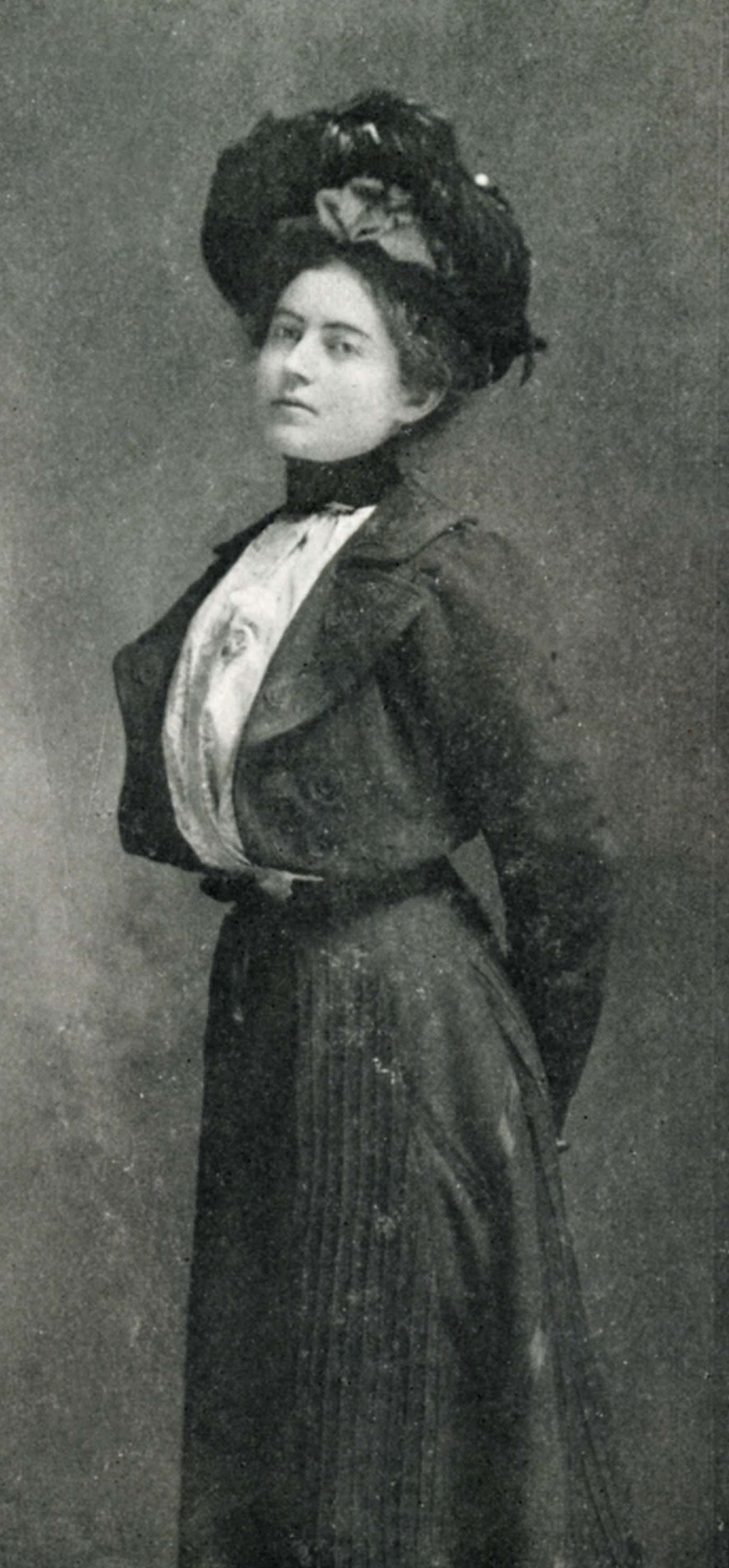
ماري ماكلاني (من الغلاف الداخلي لقصة ماري ماكلاني، هربرت س. ستون وشركاه، 1902)

تميزت ماكلاني منذ بداية كتابتها بالأسلوب المباشر الناري والفريد جداً من نوعه، طرحت أول كتاب لها وهي في سن الـ 19 وذلك عام 1901، وكان الكتاب بعنوان أنا أترقب الشيطان وباعت منه 000 100 نسخة في الشهر الأول  وكان لهذا الكتاب قوة مؤثرة على النساء الشابات، ولكن تم انتقاده وازدرائه من قبل النقاد المحافظين.
بعض النقاد اقترح أنه حتى بمقاييس اليوم أن كتابة ماكلاني نقية وصادقة، ولا تزعزع، وعلم النفس، الحسية والمتطرفة. وكتبت علنا عن الأنانية وحب الذات والانجذاب الجنسي والحب لغيرها من النساء، بل وحتى عن رغبتها في الزواج من الشيطان.
كتابها الثاني كان صديقتي انابيل لي تم نشره في عام 1903. وكان أكثر تجريبية في النمط من كتابها الأول، حيث أتى بأرباح كثيرة من المال.
كتابها الأخير، أنا، ماري ماكلاني: يوميات من أيام البشرية نشرتها شركة فريدريك أي ستوكس للطباعة والنشر وذلك في عام 1917 وتم بيعها بشكل معتدل وبشكل جيد ولكن تعرضت مبيعات الكتاب للقلة بسبب دخول أمريكا في الحرب العالمية الأولى.

## روابط خارجية
- ماري ماكلاني على موقع IMDb (الإنجليزية)
- ماري ماكلاني على موقع الموسوعة البريطانية (الإنجليزية)